# Enzo Mezzapesa

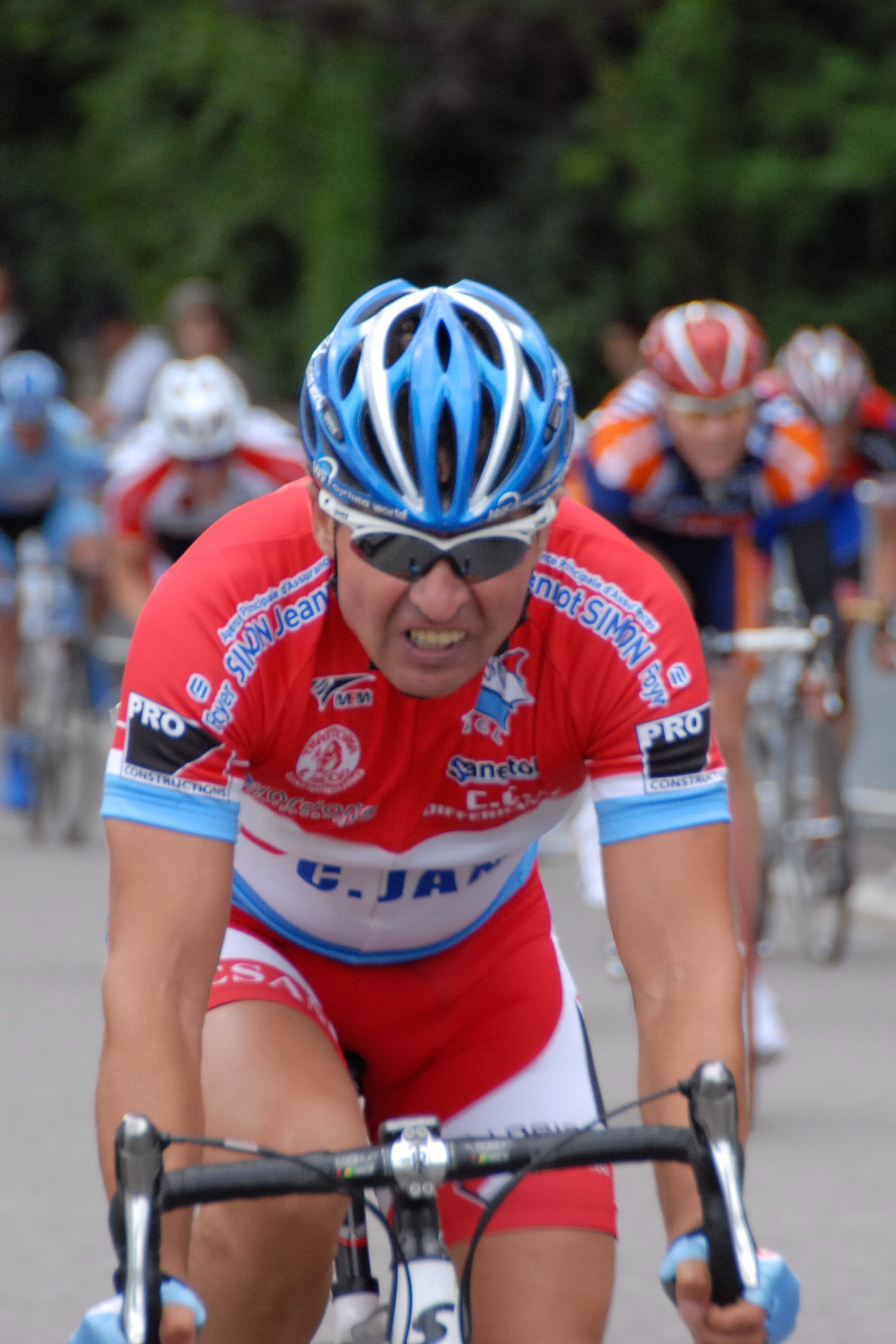
Enzo Mezzapesa

Enzo Mezzapesa (* 18. Mai 1962 in Differdingen) ist ein ehemaliger luxemburgischer Radrennfahrer.

## Sportliche Laufbahn
Mezzapesa begann seine Laufbahn beim Verein CCI Differdange. 1979 trat er erstmals mit dem Gewinn der Bronzemedaille bei den Meisterschaften der Junioren hervor. Bei den Amateuren wurde er dreimal in Folge (1982 bis 1984) Vize-Meister. Seine erste größere Rundfahrt bestritt er mit der heimischen Luxemburg-Rundfahrt (Amateure), die er als 38. beendete. Im Juni 1986 wurde er Berufsfahrer. Zwischen 1982 und 1988 wurde Enzo Mezzapesa sechsmal Luxemburgischer Meister, dreimal bei den Amateuren und dreimal bei den Profis. Neben seinen Meistertiteln gewann er ein Rennen in Luxemburg. 1988 trat er vom aktiven Radsport als Berufsfahrer zurück. Ein Jahr später löste er eine Lizenz als Amateur und bestritt weiterhin Radrennen.

## Berufliches
Anschließend war Mezzapesa als Sportlicher Leiter tätig. Zudem ist er weiterhin sehr erfolgreich bei Rennen in der „Masters“-Klassen, in denen er bis 2011 acht nationale Titel gewann.